# Michaił Potiomkin
Michaił Potiomkin (ros. Михаил Яковлевич Потёмкин; ur. 30 września 1917 na stacji kolei wschodniochińskiej Handaohezi (旱道河子屯) k. Hunchun, zm. 1 kwietnia 1945 w Wiener Neustadt) – radziecki wojskowy, major, dowódca pułku, Bohater Związku Radzieckiego (1945).

## Życiorys
Urodził się w rodzinie kolejarza. Rosjanin. Od 1935 mieszkał w Chwałyńsku (obwód saratowski), gdzie ukończył technikum. Pracował jako nauczyciel wychowania fizycznego.
Od 1941 był członkiem Komunistycznej Partii Związku Radzieckiego. W 1941 wstąpił do Armii Czerwonej. Ukończył Mohylewską Wojskową Szkołę Piechoty.
Od listopada 1941 był na froncie. W marcu 1945 dowodził 129 pułkiem piechoty 93 Dywizji Piechoty 26 Armii 3 Frontu Ukraińskiego w stopniu majora, w rejonie jeziora Balaton. Po odparciu ataków przeciwnika jego pułk sforsował z marszu rzekę Raba i jako pierwszy przekroczył granicę austriacką. Zginął w boju, pośmiertnie otrzymał tytuł Bohatera Związku Radzieckiego.

## Ordery i odznaczenia
- Order Lenina
- Order Czerwonego Sztandaru
- Order Suworowa III stopnia
- Order Aleksandra Newskiego
- Order Wojny Ojczyźnianej I stopnia

W Chwalyńsku jego imieniem nazwano jedną z ulic i drużynę pionierską jednej ze szkół.